# José Zalazar
José Luis Zalazar Rodríguez (født 26. oktober 1963 i Montevideo, Uruguay) er en tidligere uruguayansk fodboldspiller (midtbanespiller), der mellem 1984 og 1993 spillede 29 kampe og scorede tre mål for Uruguays landshold. Han deltog blandt andet ved VM i 1986 i Mexico.
På klubplan spillede Zalazar primært i spanske klubber, hvor han var tilknyttet blandt andet Albacete, Espanyol og Racing Santander. Han var også tilknyttet begge hjemlandets to store klubber, CA Peñarol og Nacional.